# Parco nazionale dei Pilastri di Krasnojarsk
Il parco nazionale dei Pilastri di Krasnojarsk (in russo Национальный парк «Красноярские Столбы», Nacional'nyj park «Krasnojarskie Stolby») è un parco nazionale russo situato 10 km a sud della città di Krasnojarsk, sui contrafforti nord-occidentali dei monti Saiani Orientali. Il sito è noto soprattutto per i suoi affioramenti rocciosi: il 3,5% del parco è aperto agli escursionisti, che possono così visitare le rocce ed effettuare arrampicate. Giungono qui oltre 200000 visitatori all'anno. L'area del parco venne dichiarata riserva naturale già nel 1925 per iniziativa degli abitanti di Krasnojarsk, che intendevano proteggere i pittoreschi buttes di sienite, noti come «Stolby», e il paesaggio roccioso circostante. Il parco, che nel 2007 è stato inserito nelle candidature alla lista dei patrimoni dell'umanità dell'UNESCO, copre una superficie di 47219 ettari.
Il 4 dicembre 2019 la riserva naturale è stata trasformata in «parco nazionale» da un decreto federale.

## Geografia

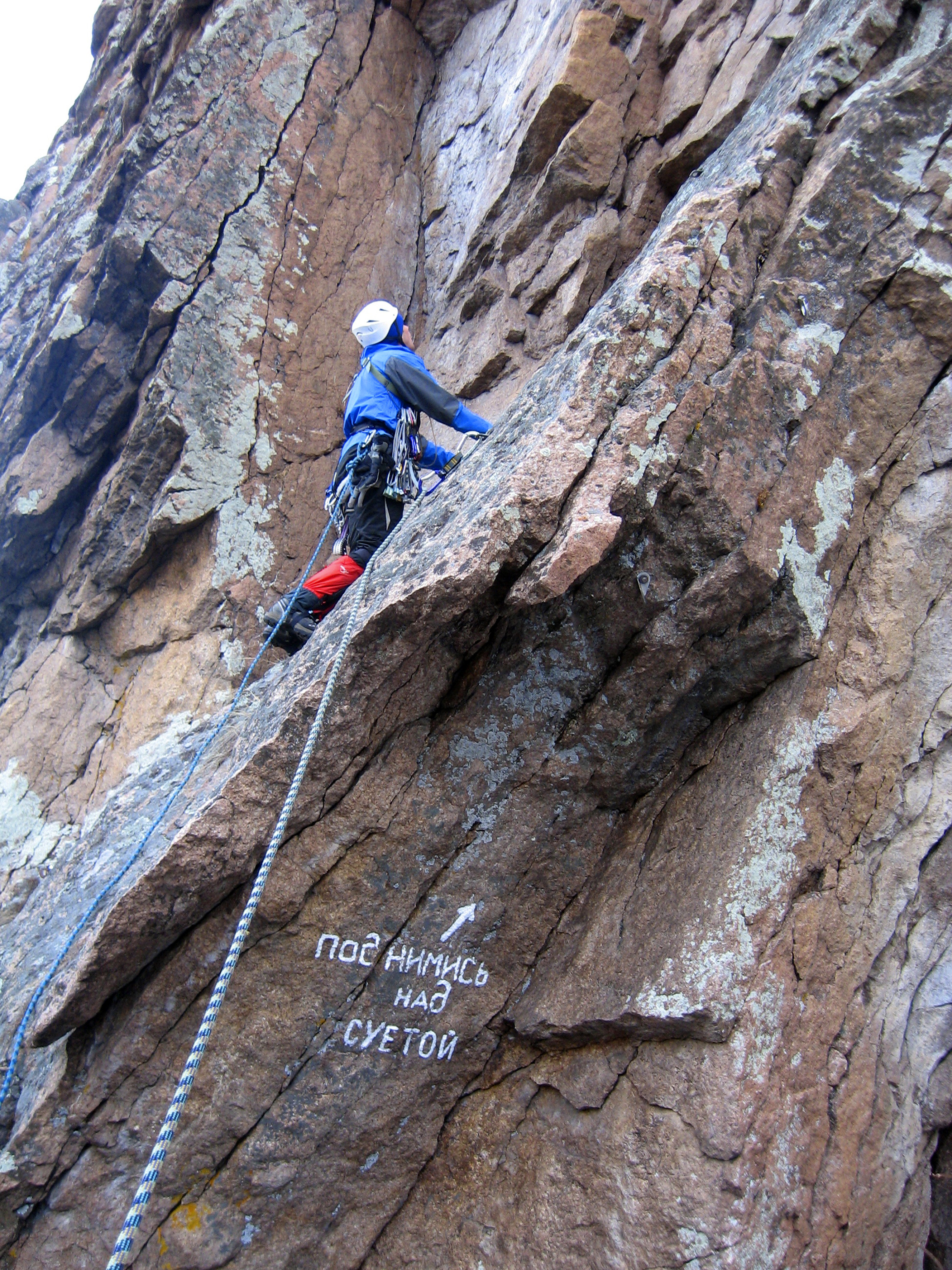
Arrampicata nel parco nazionale.

Il parco nazionale è delimitato a nord-est dal fiume Bazaicha, un affluente di destra dell'Enisej. Altri due fiumi, il Mana e la Bol'šaja Slizneva, si trovano rispettivamente a sud e a sud-ovest. A nord-est il parco si spinge fino alla periferia di Krasnojarsk. L'area è suddivisa in due parti: una, quella dove si trovano i Pilastri veri e propri, è aperta ai turisti, nell'altra, situata al centro del parco, l'accesso è più ristretto.

## Clima
I Pilastri di Krasnojarsk si trovano nell'ecoregione denominata «taiga della Siberia orientale», situata nel cuore della Siberia.
Il clima è di tipo subartico senza stagione secca (Dfc secondo la classificazione dei climi di Köppen) ed è caratterizzato da estati miti e inverni freddi e nevosi.

## Flora e fauna
La flora del parco è costituita da circa 740 specie di piante vascolari e 260 specie di muschi. Prevale la taiga di abeti, come nella maggior parte dei Saiani Orientali. Vivono qui 290 specie di vertebrati, con una prevalenza di fauna tipica della taiga (arvicola rossastra, zibellino, mosco siberiano e francolino di monte) e qualche intrusione di specie proprie della steppa boscosa (capriolo siberiano, puzzola delle steppe e citello dalla coda lunga).
Tra le specie presenti se ne trovano diverse che figurano sul Libro Rosso delle Specie Minacciate della Russia:
- tra le piante, la Calypso bulbosa, il Cypripedium calceolus, la Dactylorhiza majalis, l'Orchis militaris e la Stipa pennata;
- tra gli uccelli, il falco pescatore, l'aquila reale, il falco sacro e il falco pellegrino.

## Turismo
I visitatori possono raggiungere il parco nazionale in autobus. L'attrazione principale, ovviamente, sono i Pilastri - chiamati collettivamente Stolby, anche se ognuno di essi ha un nome proprio. Gli abitanti di Krasnojarsk vengono qui per le gite turistiche da più di 150 anni.
Sono tre le aree accessibili ai turisti:
- la zona di Takmak, situata nella valle della Bazaicha, ai piedi del pilastro chiamato Takmak. In quest'area si trovano i Pilastri denominati Kitajskaja Sten'ka, Ermak e un gruppo di rocce più piccole, Vorobuškj, C'ypa e Žaba;
- i Pilastri centrali, situati a 7 chilometri dai confini del parco, che occupano un'area di 5 chilometri per 10. Qui si trovano i pilastri noti come Ded (il «Nonno»), Per'ja (il «Piumaggio») e L'vinnye vorota (la «Porta dei Leoni»), oltre ai pilastri I, II, III e IV e a molte altre rocce. I percorsi più popolari per raggiungere la cima di queste rocce hanno nomi come Golubye Katuški («Spirale Blu») e Dymochod («Tubo da Stufa»). Gli «stolbisti», come vengono chiamati gli esperti della regione, sostengono che i bolscevichi avevano scritto la parola Svoboda («Libertà») sul pilastro II prima che scoppiasse la rivoluzione. Al giorno d'oggi gli appassionati rinnovano la tradizione. A causa delle difficoltà nel raggiungerla, le autorità non sono mai riuscite a cancellare la scritta;
- i Pilastri selvaggi, come Manskaja Sten'ka e Manskaja Baba, situati nella più lontana zona cuscinetto (non raggiungibile con le visite gratuite).

## Storia
Daniel Gottlieb Messerschmidt visitò gli Stolby nel 1720-27; soggiornò tre volte a Krasnojarsk durante la sua esplorazione della Siberia, che durò sette anni. L'area venne visitata anche da Vitus Bering nel 1733-34 e, nel 1735, dal distaccamento di terra della Seconda spedizione in Kamčatka, cui facevano parte anche il naturalista Johann Georg Gmelin e il suo assistente Stepan Krašeninnikov. Nel 1771-73, l'esploratore e professore di storia naturale Peter Simon Pallas visitò gli Stolby e trascorse circa un anno a Krasnoyarsk, dove lavorò alle sue opere Viaggio in varie province dell'Impero russo, Descrizione delle piante dello stato russo e Zoogeografia russo-asiatica.
Negli anni '30 del XIX secolo ebbe inizio la corsa all'oro in Siberia, che non risparmiò neanche la regione degli Stolby: il Roev Rućej («ruscello scavato») venne battezzato così dalle attività dei minatori. La zona venne battuta anche dai cacciatori di pellicce: nel 1833 vennero abbattuti qui 67 zibellini, 43 volpi e una miriade di altri animali. Negli anni '70 e '80 Ivan Savenkov, professore del ginnasio di Krasnojarsk, iniziò a organizzare gite scolastiche ai «Pilastri». Savenkov scrisse anche una descrizione topografica delle aree intorno a Krasnojarsk, che venne pubblicata nel 1886.
Il comitato esecutivo provinciale dell'Enisej dichiarò questa zona riserva naturale con la risoluzione del 30 giugno 1925. Nel 1947 i coniugi Elena Krutovskaja e James Dulkeyt istituirono una riserva dove curare gli animali feriti dai bracconieri, che divenne ben presto meta di turisti ed escursionisti. Nel 2000 la riserva è divenuta lo zoo «Roev Rućej».